# Hadromys humei
Hadromys humei  (Thomas, 1886) è un roditore della famiglia dei Muridi endemico dell'India.

## Descrizione

### Dimensioni
Roditore di piccole dimensioni, con la lunghezza della testa e del corpo tra 118 e 125 mm, la lunghezza della coda di 106 mm, la lunghezza del piede tra 25 e 26,5 mm e la lunghezza delle orecchie di 12 mm.

### Aspetto
La pelliccia è soffice, priva di peli spinosi. Il colore delle parti dorsali è grigio-brizzolato, più chiaro sulla testa e con dei riflessi rossicci sul fondo schiena, mentre le parti ventrali sono giallastre o arancioni, con la base dei peli color ardesia. Le parti interne delle anche e la base della coda sono rossicce. I piedi sono bianchi-giallastri. Le orecchie sono grandi e arrotondate, finemente ricoperte di piccoli peli nerastri; un ciuffo indistinto di peli con la punta arancione è presente davanti al padiglione auricolare. La coda è più corta della testa e del corpo, ricoperta densamente di peli, nera sopra e bianca sotto.

## Biologia

### Comportamento
È una specie notturna e fossoria.

### Alimentazione
Si nutre di germogli teneri e di foglie.

### Riproduzione
Si riproduce a settembre ed ottobre.

## Distribuzione e habitat
Questa specie è diffusa negli stati indiani dell'Assam e di Manipur.
Vive nelle foreste umide decidue e nelle foreste tropicali sempreverdi tra 900 e 1.300 metri di altitudine.

## Conservazione
La IUCN Red List, considerato l'areale ridotto e il continuo degrado nella qualità del proprio habitat, classifica H.humei come specie in pericolo (EN).